# Sierras de Quilmes
Las sierras de Quilmes o sierras del Cajón es un sistema montañoso perteneciente al extremo norte de las sierras Pampeanas noroccidentales. Se ubican entre el extremo sur de la provincia de Salta, el noroeste de la de Tucumán, y el centro-norte de la Catamarca, en la región del noroeste de la Argentina. Su pico culminante es el cerro Negro, de 4720 m s. n. m., situado en el límite entre Catamarca y Tucumán.

## Origen
En el Cretácico, las sierras de Quilmes eran un elemento orográfico positivo, con basamentos ígneo-metamórficos del Precámbrico Paleozoico inferior. Sobre dichos basamentos, en el Terciario inferior, se fueron depositando sedimentos, representados por las capas conglomerádicas que se apoyan discordantes sobre él. 
Los bloques de basamento que las conforman se levantaron producto de grandes fallas inversas lístricas; posteriormente nuevos movimientos distensivos y transpresivos produjeron fallas normales y de desplazamiento de rumbo, las que terminaron por definir la configuración final del sistema. Paralelamente fue afectado por una período de ascenso vertical, el cual se mantiene hasta hoy.

## Límites
Este cordón orográfico, perteneciente a las sierras Pampeanas orientales, se sitúa inmediatamente al norte del extremo norte del campo del Arenal; al este contacta con el valle del río Santa María, perteneciente a la cuenca del Plata. Al norte se continúa en otras sierras, ya en la provincia de Salta.
La provincia de Tucumán sólo cuenta con su ladera oriental, la cual pertenece al Departamento Tafí del Valle. En la provincia de Catamarca, ambas laderas pertenecen al Departamento Santa María. En la provincia de Salta, ambas laderas pertenecen al Departamento Cafayate. 

## Características
El cordón orográfico de las sierras de Quilmes presenta suelos litosoles.
Sobre la base de diferencias texturales, se han reconocido para estas sierras dos distintos complejos metamórficos, ambos están divididos, en la latitud de Colalao del Valle, por la falla de Chusca.
Complejo TolombónEs el ubicado hacia el norte. Muestra secuencias de metamorfismo medio a elevado. La esquistosidad es similar en inclinaciones y rumbos al que se encuentra en el complejo siguiente.
Complejo Agua del SapoEs el ubicado hacia el sur. Justo al sur de la falla separadora presenta esquistos de grano fino; más hacia el sur se encuentran gneises de grano fino. Son notables los desarrollos de cuerpos pegmatíticos que concuerdan con la estructura serrana.

## Hidrografía
Ambas laderas de las sierras de Quilmes son drenadas hacia el río Santa María. Este río, perteneciente a la cuenca del Plata, prácticamente rodea el cordón montañoso por el oeste, sur, y este.

## Caminos
Esta cadena de montañas no posee ningún camino que logre atravesarla. En algunos valles de su pedemonte occidental se encuentran pequeños pueblos y caseríos interserranos, habitados por pastores. La ladera y el pedemonte oriental están mucho más poblados. 

## Clima
La interposición, a la manera de una elevada pared, de altos cordones situados al oriente de este cordón impide la llegada de las precipitaciones transportadas por los vientos húmedos que provienen del este del continente. Por esta causa, se presenta un clima sumamente árido, con precipitaciones anuales inferiores a 200 mm. Genéticamente se denomina árido de sierras y bolsones, o tierra fría desértica. En las cumbres el clima es muy frío, con fuertes nevadas invernales.

## Vegetación
En las sierras de Quilmes, la rigurosa sequedad crea las condiciones adecuadas para los arbustales de la Provincia fitogeográfica Prepuneña. En algunas laderas posiblemente presenten las comunidades con mayor participación de especies y ejemplares de la familia de las cactáceas, con ejemplares de más de 10 metros de altura, siguiendo por ejemplares del tamaño de arbustos de distinta magnitud, hasta las pequeñas especies que forman cubresuelos, las que poseen menos de 5 cm. Ya alcanzando el valle de Santa María se hace presente el Distrito fitogeográfico del Monte de Sierras y Bolsones de la Provincia fitogeográfica del Monte. Destacan localmente los bosques en galería de variadas freatófitas, pues gracias al alto componente arenoso del suelo sus raíces logran acceder a una oferta de agua más o menos dulce a pocos metros de profundidad, la cual compensa la aridez climáxica. Entre sus especies principales destacan: el algarrobo blanco (Prosopis alba), el algarrobo negro (Prosopis nigra), el algarrobo dulce (Prosopis flexuosa), el algarrobo chileno (Prosopis chilensis), el viscote (Acacia visco), el tala (Celtis ehrenbergiana), el molle (Schinus fasciculatus), el sombra de toro (Jodina rhombifolia), el chañar (Geoffroea decorticans), la brea, etc. Estos bosques fueron talados en su mayor parte; otros fueron muriendo al descender la napa freática, o al ser cubiertos por dunas fluviales.
En las montañas, por sobre los 3000 m s. n. m. dominan prados alpinos, los que dejan paso a la Provincia fitogeográfica Puneña, y en los picos de mayor altitud se encuentra el Distrito fitogeográfico Altoandino Quechua de la Provincia fitogeográfica Altoandina.

## Poblamiento humano
La ladera oriental de este cordón montañoso, es decir, la que mira al valle de Santa María o de Yokavil, fue asiento de diversas parcialidades con milenarias culturas. 
Las ruinas de los Quilmes están ubicadas en la ladera oriental de las sierras de Quilmes, en el borde del Valle Calchaquí, Tucumán, Argentina. Allí se encuentran los restos de los mayores asentamientos precolombinos de la Argentina. Entre ellos destacan especialmente las ruinas de Quilmes, con una superficie de 30 ha, ubicadas cerca del cerro Alto del Rey. Sus dueños originales era el pueblo amerindio Quilme; sus descendientes son los poseedores en la actualidad. Estas ruinas han sido reconstruidas, por lo que pueden ser visitadas por turistas. Fueron estudiadas por primera vez en 1897 por el arqueólogo Juan Bautista Ambrosetti, y restauradas por un equipo bajo la dirección del arqueólogo Dr. Norberto Pelissero.
En la misma ladera oriental también se desarrolló la Cultura Santa María o santamariana, civilización que se desarrolló entre el 1200 y el 1470 de nuestra era, coincidente en gran parte con la etnia diaguita, ya que pueblos de ese origen poblaban la región durante el desarrollo de la cultura santamariana.
Asimismo, posteriormente fue ocupada por el Imperio Inca desde aproximadamente 1480 d. c. hasta la llegada de los españoles, cuando Diego de Almagro atravesó el valle en su paso a Chile, en 1536. 
En 1543 Diego de Rojas también estuvo en la región, pero los primeros asentamientos poblacionales españoles datan de la llegada de Nuñez del Prado y Juan Pérez de Zurita alrededor de 1550. La primera misión de muy corta vida, data del año 1618, llamada «Santa María de los Ángeles del Yokavil». El 2 de febrero de 1710 se funda Santa María con el asentamiento de Ambrosio Muñiz Cancinos, en honor a Nuestra Señora de la Candelaria.
Hoy en día es poblado por criadores de cabras y agricultores. En el piedemonte el cultivo más importante es el de la vid.

## Acceso
A su ladera oriental es fácil de acceder pues los cordones corren paralelos a la RN 40.